# Коптевичевка
Коптевичевка (укр. Коптевичівка) — село, входит в Яготинский район Киевской области Украины.
Население по переписи 2001 года составляло 278 человек. Почтовый индекс — 07742. Телефонный код — 4575. Занимает площадь 1,9 км². Код КОАТУУ — 3225580902.

## Местный совет
07742, Київська обл., Яготинський р-н, с. Богданівка, вул. Бондаренка, 89

## История
Хутор был приписан к Преображенской церкви в Черняховке.
Есть на карте 1826—1840 годов как хутор Копцевичевский.
В 1862 году хутор Каптевичевский (Копцевичевский) на речке Жоравке имел 95 дворов где проживало 600 человек (291 мужского и 309 женского пола).